# Uwe Kekeritz

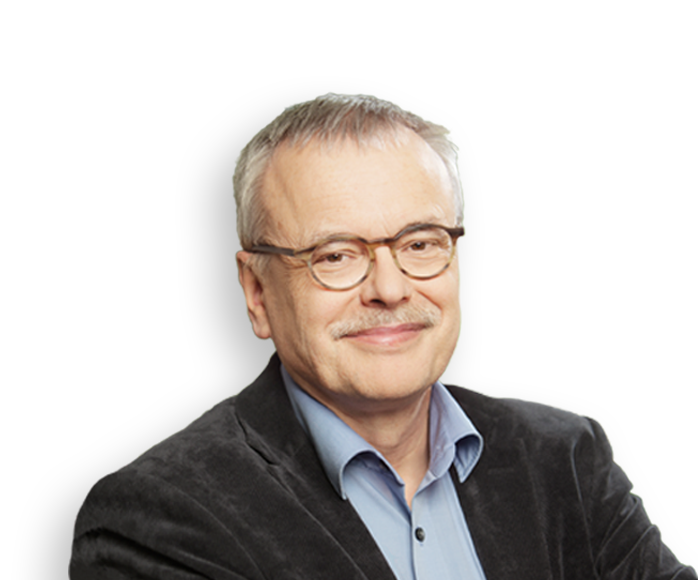
Uwe Kekeritz (2016)

Uwe Adolf Otto Kekeritz (* 9. Oktober 1953 in Haslach/Oy-Mittelberg) ist ein deutscher Politiker (Grüne). Seit 2024 ist er erneut Mitglied des Deutschen Bundestages, dem er bereits von 2009 bis 2021 angehörte.

## Beruflicher Werdegang
Nach dem Fachabitur ging Uwe Kekeritz nach London und studierte dort zunächst Englisch als Fremdsprache. Nach seiner Rückkehr nach Deutschland blieb er in Nürnberg und schloss 1987 an der Wirtschafts- und Sozialwissenschaftlichen Fakultät der Universität Erlangen-Nürnberg das Studium der Volkswirtschaftslehre als Diplomvolkswirt ab. Von 1982 bis 1988 arbeitete er als selbständiger Berater von Kleinunternehmern und Existenzgründern. 1988 zog er mit seiner Familie für zwei Jahre nach Kamerun, wo er über den Deutschen Entwicklungsdienst (DED) als Lehrer an einer Secondary School Mathematik und Englisch unterrichtete.
Seine Lehrtätigkeit setzte er in Deutschland fort. Neben der Betreuung seiner beiden Kinder als Hausmann von 1990 bis 2000 arbeitete er verstärkt als freiberuflicher Dozent bei verschiedenen privaten und öffentlichen Bildungsträgern im Bereich EDV und Reintegration von Arbeitssuchenden.

## Politischer Werdegang – Abgeordneter

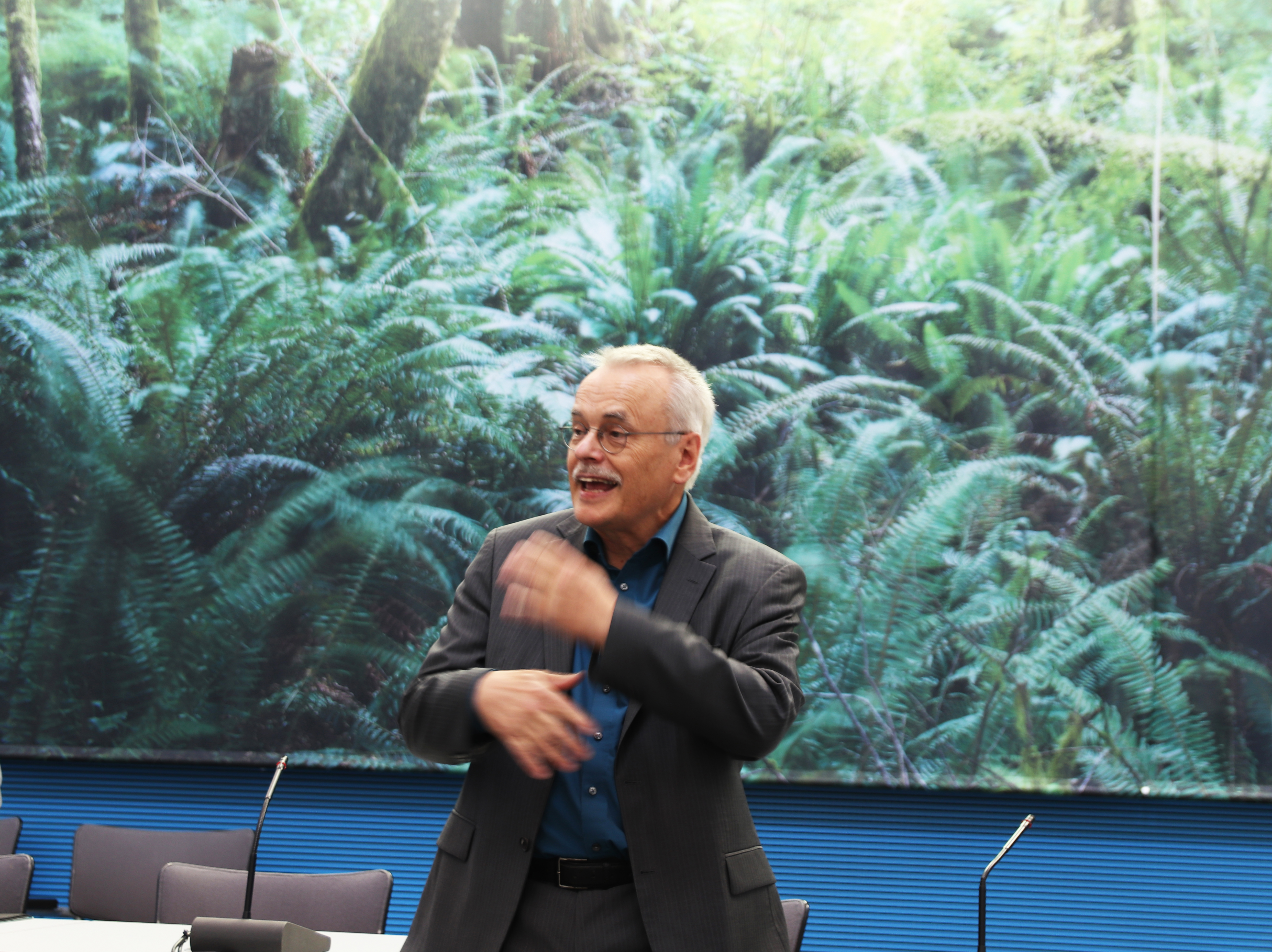
Kekeritz im Fraktionssaal, Oktober 2018

Kekeritz nahm bereits Anfang der 70er-Jahre an etlichen Aktionen und Initiativen der Friedens-, Antiatomkraft- und Umweltbewegung teil.
1990 trat er Bündnis 90/Die Grünen bei. Er engagierte sich in den folgenden Jahren zunächst auf kommunaler Ebene; 16 Jahre war er Kreisrat im Landkreis Neustadt/Aisch-Bad Windsheim, 2008 wurde er in den Uffenheimer Stadtrat gewählt.
2009 trat er im Wahlkreis 243 Fürth an und erlangte bei der Bundestagswahl 2009 über Platz 10 der Landesliste seiner Partei ein Mandat im Deutschen Bundestag. Dort war er im 17. Deutschen Bundestag Mitglied des Ausschusses für wirtschaftliche Zusammenarbeit und Entwicklung. Von 2009 bis 2013 war Kekeritz Vorsitzender des Unterausschusses „Gesundheit in Entwicklungsländern“ und Sprecher Gesundheit in Entwicklungsländern. Sein Amt als Schriftführer des Bundestages legte Kekeritz im Februar 2011 nieder, um sich öffentlich gegen eine Krawattenpflicht in diesem Amt zu positionieren.
Bei der Bundestagswahl 2013 gelang ihm auf Listenplatz 6 der Wiedereinzug in den Bundestag. In der 18. Legislaturperiode war Kekeritz Mitglied und Obmann im Ausschuss für wirtschaftliche Zusammenarbeit und Entwicklung sowie Sprecher für Entwicklungspolitik der Grünen Bundestagsfraktion. Zudem war er stellvertretendes Mitglied im Unterausschuss für Zivile Krisenprävention, Konfliktbearbeitung und vernetztes Handeln.
Bei der Bundestagswahl 2017 gelang Kekeritz erneut der Einzug in den Bundestag über den 4. Listenplatz der Bayerischen Grünen. Im 19. Deutschen Bundestag war Kekeritz stellvertretender Vorsitzender des Ausschusses für wirtschaftliche Zusammenarbeit und Entwicklung. Er gehört zudem als stellvertretendes Mitglied dem Finanzausschuss sowie dem Parlamentarischen Beirat für nachhaltige Entwicklung an.
Bei der Bundestagswahl 2021 verpasste er mit Platz 20 der Landesliste den Wiedereinzug in den Deutschen Bundestag um eine Listenposition. Er rückte jedoch am 2. Dezember 2024 für Manuela Rottmann in den Bundestag nach. Zur Bundestagswahl 2025 tritt Kekeritz nicht mehr an.

## OECD-Beschwerde
Kekeritz reichte nach der Brandkatastrophe in der bangladeschischen Tazreen-Fabrik eine OECD-Beschwerde gegen die Unternehmen KiK, C & A und Karl Rieker ein. Während die Verhandlungen mit der Karl Rieker GmbH im Sinne Kekeritz abgeschlossen wurden, konnte mit dem Textildiscounter KiK keine Einigkeit erzielt werden. Das Verfahren gegen C&A ist noch nicht abgeschlossen. Um das Ziel gesetzlich verankerter Umwelt- und Sozialstandards für die gesamte Lieferkette zu realisieren, brachte er zudem verschiedene parlamentarische Initiativen im Bundestag ein (allg., Konfliktmineralien, Palmöl etc.).

## Kontroverse
Im Rahmen einer Podiumsdiskussion auf dem Evangelischen Kirchentag 2015 verglich Kekeritz die Grenzanlagen zum Schutz Israels mit der Berliner Mauer. Er stellte später klar, dass es nicht seine Absicht gewesen sei, die Diktatur DDR mit dem Rechtsstaat Israel zu vergleichen.

## Mitgliedschaften und Würdigungen
Uwe Kekeritz ist Mitglied des Fachbeirats Nord Süd der Heinrich-Böll-Stiftung sowie des ASA-Programmbeirats. Darüber hinaus sitzt er im Beirat des Deutschen Evaluierungsinstituts der Entwicklungszusammenarbeit (DEval), im Parlamentarischen Beirat für Bevölkerung und Entwicklung der Stiftung Weltbevölkerung (DSW) und ist ständiger Bevollmächtigter seiner Fraktion in der Mitgliederversammlung der Welthungerhilfe.
Für sein Engagement gegen vernachlässigte und armutsbedingte Krankheiten erhielt Uwe Kekeritz den Memento Preis.